# Ubaporanga
Ubaporanga é um município brasileiro no interior do estado de Minas Gerais, Região Sudeste do país. Localiza-se no Vale do Rio Doce e sua população recenseada em 2022 era de 13 017 habitantes.

## Etimologia
"Ubaporanga" é um termo de origem tupi. Porém existem divergências quanto a seu significado. São quatro as hipóteses mais aceitas:
- pode significar "árvore bonita", através da junção dos termos ybirá ("árvore") e porang ("bonito"). Seria uma referência a uma gameleira que havia na praça da igreja matriz e que teria se originado da união de duas árvores, alcançando um tamanho considerável. A árvore foi destruída em 1982 por um incêndio provocado supostamente por tocos de cigarros.[carece de fontes?]
- pode significar "céu bonito", através da junção dos termos ybaka ("céu") e porang ("bonito")[8]
- pode significar "fruta bonita", através da junção dos termos  'ybá  ("fruta") e porang ("bonito")
- segundo o tupinólogo Eduardo Navarro, vem do tupi antigo ubaporanga, que significa "canoa bonita" (ubá, "canoa" + porang, "bonita" + a, sufixo substantivador).[9]

## História
Até 1890, a região era habitada por índios. Nesse ano, chegou a família do fazendeiro Domingos Gonçalves de Carvalho. No dia 19 de julho de 1891, o padre Ildefonso Bittencourt compareceu à fazenda de Domingos Gonçalves, situada à margem esquerda do rio Caratinga, para a celebração de um ano de falecimento de Francisco Gonçalves de Carvalho (pai do fazendeiro).
Segundo a tradição oral, o religioso convenceu o proprietário a doar 15 alqueires de terra para a construção de uma capela e um cemitério. Em homenagem ao doador, o santo padroeiro escolhido para a localidade foi são Domingos.
O original povoado de São Domingos teve várias denominações a partir de sua fundação em 1891. Foi chamado sucessivamente de São Domingos do Pó, Ubá e  Ubaporanga, que significa "árvore bonita" na língua tupi. Ubá devido à abundância deste capim na região. Pó porque o fundador cheirava rapé. Árvore Bonita por causa de uma gameleira que havia na praça da igreja matriz. Essa árvore foi destruída em 1982.
A energia elétrica chegou em 1925. O cartório foi aberto em 1939. Nesse ano, o povoado de São Domingos foi elevado a vila, separou-se do município de Inhapim, passou a constituir um distrito do município de Caratinga e alterou seu nome para Ubaporanga. A agência de Correios e Telégrafos foi aberta em 1943. A primeira biblioteca foi aberta em 1953. Em 1955, iniciou-se a construção da atual igreja matriz. A paróquia de São Domingos foi criada a 1 de maio de 1961.
O município de Ubaporanga ganhou sua emancipação a 22 de abril de 1992.Com grande empenho do então vereador Geraldo Rodrigues (Geraldo Lopes Ferreira), que, logo após, veio a se tornar o primeiro prefeito.

## Geografia
De acordo com a divisão regional vigente desde 2017, instituída pelo IBGE, o município pertence às Regiões Geográficas Intermediária de Ipatinga e Imediata de Caratinga. Até então, com a vigência das divisões em microrregiões e mesorregiões, fazia parte da microrregião de Caratinga, que por sua vez estava incluída na mesorregião do Vale do Rio Doce.

## Religião
Em Ubaporanga, a religião é diversificada. Atuam igrejas evangélicas, espíritas, testemunhas de Jeová, religiões afro-brasileiras e o catolicismo, sendo esta a religião predominante. Nesta cidade, localiza-se uma das instituições de formação presbiteral da diocese de Caratinga: o Seminário Propedêutico São José de Ubaporanga. Este educandário é a inicialização da formação de seminaristas na diocese. A duração do curso é de um ano. Além disso, a cidade conta com a Paróquia de São Domingos de Gusmão.

## Aeroporto
É a única cidade da microrregião de Caratinga a contar com um aeroporto (construído por Caratinga, no até então distrito de Ubaporanga), o Aeroporto Regional de Ubaporanga.